# Tephrosia rosea
Tephrosia rosea är en ärtväxtart som beskrevs av George Bentham. Tephrosia rosea ingår i släktet Tephrosia och familjen ärtväxter. Inga underarter finns listade i Catalogue of Life.